# M 11 (Ukraine)
Die M 11 ist eine relativ kurze Fernstraße „internationaler Bedeutung“ in der Ukraine. Sie führt von Lemberg in westliche Richtung zur polnisch-ukrainischen Grenze bei Przemyśl. Sie verläuft parallel zur M 10. Vor 1991 hatte sie im sowjetischen Fernstraßennetz die Bezeichnung A 259.
Neben der M 10 gilt sie als Teil der Europastraße 40.
Die Fernstraße deckt sich mit der ehemaligen österreichischen Reichsstraße von Wien nach Lemberg, die nach der Ersten Teilung Polens in den 1780er Jahren gebaut wurde.